# Max Lilja
Max Lilja (ur. 18 października 1975 w Vantaa) − fiński muzyk i kompozytor, wiolonczelista, a także producent muzyczny. Absolwent Akademii Sibeliusa w Helsinkach. W latach 1993–2002 członek grupy muzycznej Apocalyptica. Od 2005 roku jako muzyk koncertowy współpracuje z zespołem Eilera. W 2007 roku dołączył do zespołu wokalistki Tarji Turunen. Występował także w formacji Hevein.
W 2013 roku ukazał się debiutancki album solowy muzyka zatytułowany Plays Electronica By One Cello.

## Instrumentarium
- Louis Guerzan "Black Rose" - wiolonczela (1738)[2]
- Roderich Paesold "Black Birdie" - wiolonczela (1982)[2]
- W. Hill & Sons - smyczek (1927)[2]

## Dyskografia
| - Apocalyptica – Plays Metallica by Four Cellos (1996) - 4R – Not For Sale (1997, gościnnie) - Schweisser – Heiland (1997, gościnnie) - Sub-Urban Tribe – Panorama (1997, gościnnie) - Sanna Kurki-Suonio – Musta (1998, gościnnie) - Apocalyptica – Inquisition Symphony (1998) - Apocalyptica – Cult (2000) - Apocalyptica – Live (2001) - Maija Vilkkumaa – Ei (2003, gościnnie) - Takiainen – Alasti (2004, gościnnie) - Hector – Ei Selityksiä (2004, gościnnie) |  | - The 69 Eyes – Devils (2004, gościnnie) - Stratovarius – Stratovarius (2005, gościnnie) - Hevein – Sound Over Matter (2005) - Machine Men – Elegies (2005, gościnnie) - Gris – Isn't It Better This Way (2006, gościnnie) - The 69 Eyes – Angels (2007, gościnnie) - Crib45 – Metamorphosis (2009, gościnnie) - Tarja Turunen – What Lies Beneath (2010) - Tarja Turunen – Colours in the Dark (2013) - Max Lilja – Plays Electronica By One Cello (2013) - Max Lilja – Morphosis (2015) |

## Teledyski
- Max Lilja - "Twin Peaks Theme" (2013, realizacja: Janne Laiho, Tero Vuorinen)[24]
- Max Lilja - "I Sound My Sound" (2013, realizacja: Max Lilja, Antti Rönkä, Antti Rönkä)[25]
- Max Lilja - "Revelation" (2015, realizacja: Janne Laiho)[26]